# Michel Vovelle
Michel Vovelle (Lyon, 6 de fevereiro de 1933 - Aix-en-Provence, 6 de outubro de 2018) foi um historiador modernista francês, especialista nos séculos XVII e XVIII, e em particular da Revolução Francesa.

## Biografia
Estudou na École Normale Supérieure de Saint-Cloud. Apesar de sua proximidade ao materialismo histórico, de inspiração marxista, desde a década de 1990 contribuiu para reabilitar o papel histórico do ator individual, até então menos valorizado pela atenção que se punha nas estruturas econômicas e sociais. [carece de fontes?]
Juntamente com Bernard Lepetit foi o precursor francês da Micro-história, corrente historiografica surgida na Itália em finais do século XX. [carece de fontes?]
Foi professor de História Moderna na Université de Provence Aix-Marseille I e, mais tarde, professor de História da Revolução Francesa na Universidade de Paris I Panthéon-Sorbonne (Paris) e diretor do Institut Historique de la Révolution Française, sucedendo a Albert Soboul.
Destacou-se já em 1978 por sua obra "Piedade barroca e decristianização na Provença do século XVIII". A sua produção tem sido vasta. Publicou sobre a morte no Ocidente em 1974 e em 1983 ("La Mort et l'Occident de 1300 à nos jours"). [carece de fontes?]
Teve um papel de destaque nas celebrações do bicentenário da  Revolução Francesa em 1989, das quais foi diretor de investigações científicas. Publicou "1789 l'héritage et la mémoire". A partir de 1991 promoveu um amplo estudo sobre "La Révolution française". [carece de fontes?]
Morreu na Comuna francesa de Aix-en-Provence, no dia de 6 de outubro de 2018 aos 85 anos de idade.

## Obra
- Vision de la mort et de l'au-delà en Provence du XV au XIXe d'après les autels des âmes du purgatoire, A. Colin, 1970; con Gaby Vovelle.
- Piété baroque et déchristianisation en Provence au Plantilla:S-. Les attitudes devant la mort d'après les clauses de testaments, Seuil, 1978.
- Mourir autrefois, Gallimard / Julliard, 1974 y Folio, 1990.
- L'Irrésistible Ascension de Joseph Sec bourgeois d'Aix, Aix, Edisud, 1975.
- La Métamorphose de la fête en Provence de 1750 à 1820, Flammarion, 1976.
- Religion et Révolution : la déchristianisation de l'an II, Hachette, 1976.
- La Mort et l'Occident de 1300 à nos jours, Gallimard, 1983 y 2001.
- La Ville des morts, essai sur l'imaginaire collectif urbain d'après les cimetières provençaux, 1800-1980, con Régis Bertrand, Marsella, CNRS, 1983.
- Théodore Desorgues ou la désorganisation: Aix-Paris, 1763-1808, Seuil, 1985.
- La Mentalité révolutionnaire: société et mentalités sous la Révolution française, Éd. sociales, 1986.
- 1793, la Révolution contre l'Église: de la raison à l'être suprême, Complexe, 1988.
- Les Aventures de la raison Belfond, 1989. Entr. con Richard Figuier)
- 1789 l'héritage et la mémoire, Privat, 1989.
- De la cave au grenier, Serge Fleury Éd., Canada, 1980.
- Histoires figurales: des monstres médiévaux à Wonderwoman, Usher, 1989.
- La Révolution française, A. Colin, 1992 a 2002.
- L'heure du grand passage : Chronique de la mort, coll. Découvertes Gallimard (n° 171), Gallimard, 1993.
- Les Âmes du purgatoire ou le travail du deuil, Gallimard, 1996.
- Le Siècle des lumières, PUF, 1997.
- Les Jacobins de Robespierre à Chevènement, La Découverte, 1999.
- Les Républiques sous les regards de la grande nation, L'Harmattan, 2001.
- Combats pour la Révolution française, La Découverte, 1993-2001.
- Les Folies d'Aix ou la fin d'un monde, Le temps des cerises, 2003.
- La Révolution française expliquée à ma petite-fille, Seuil, 2006Referências

1. ↑  «Les agrégés de l'enseignement secondaire. Répertoire 1809-1960 | Ressources numériques en histoire de l'éducation». rhe.ish-lyon.cnrs.fr (em francês). Consultado em 19 de outubro de 2018
2. ↑  Purguette, Léo. «L'historien Michel Vovelle n'est plus - Journal La Marseillaise» (em francês)
3. ↑  «L'historien Michel Vovelle, spécialiste de la Révolution française, est mort». Le Monde.fr (em francês)